# Arpège
48°51′21″ пн. ш. 2°19′01″ сх. д. / 48.8557° пн. ш. 2.3170° сх. д.
Arpège (фр. вимова: [aʁpɛʒ], Арпеж, означає Арпеджіо) — французький тризірковий мішленівський ресторан у Парижі, шеф-кухарем якого є Ален Пассар. Раніше ресторан був відомий під назвою L'Archestrate шефа Алена Сендеренса. Пассар придбав заклад 1986 року.
В перший рік існування новий ресторан отримав першу зірку від гіда Мішлен, а згодом і другу. 1996 року ресторан став тризірковим.
Arpège посідав 16 місце серед 50 найкращих ресторанів світу за версією британського журналу «Restaurant» в 2012 році та 8 місце в 2018 році.
2019 року за версією «Вибір шефів» в цьому ж рейтингу Arpège посів 1-ше місце.
Також ресторан відзначений 5-ма ковпаками від престижного гіду «Го-Мійо».
Ресторан Arpège популярний серед вегетаріанців і веганів.